# Corymyia
Corymyia is een vliegengeslacht uit de familie van de roofvliegen (Asilidae).

## Soorten
- C. antimelas Londt, 1994
- C. euryops Londt, 1994
- C. melas Londt, 1994
- C. xantha Londt, 1994